# MB O405NE

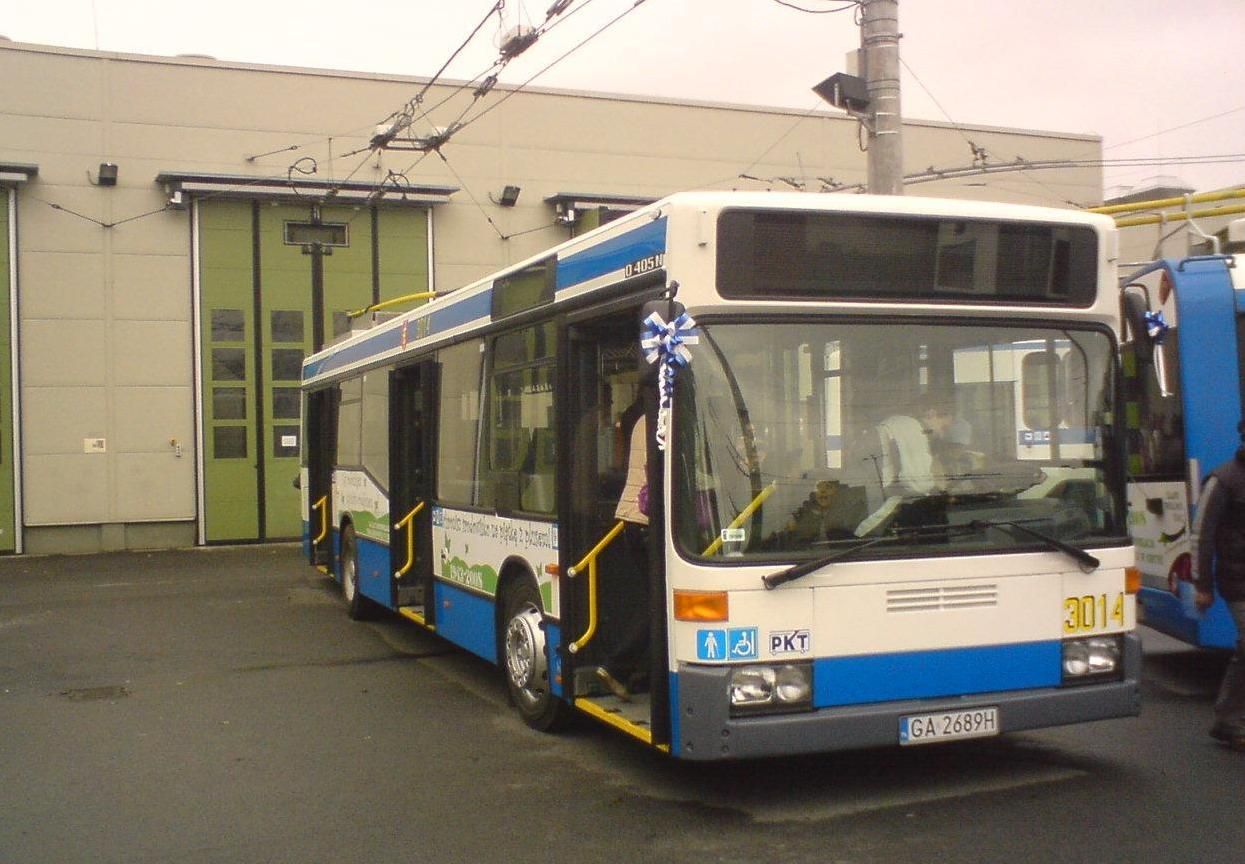
MB O405N3E A3 в депо Гдиня-Лещинки

MB O405NE – тролейбус, що виробляється компаніями Mercedes-Benz та PKT Gdynia на базі автобуса Mercedes O405N / Mercedes O405N2 / Mercedes O405N3.

## Історія
Після доставок до PKT Gdynia в 2001 і 2003, перших низькопідлогових тролейбус  Solaris збільшилась потреба в низькопідлогових тролейбусів серед жителів. На жаль, PKT Gdynia не мала коштів на закупівлю такої кількості нових тролейбусів для заміни старих високопідлогових транспортних засобів. В 2004, було прийнято рішення придбати уживані автобуси, які при передачі приводу від старих Jelczів і додачі струмоприймачів стану. Ця ідея виявилася дуже актуальною, якщо звертати увагу на необхідність зекономити кошти (вартість покупки нового тролейбуса приблизно дорівнювала 1,2 млн. злотих, а вартість переробки становить близько 200 тисяч злотих). 6 грудня 2004, на вулиці Гдині виїхав перший тролейбус цієї марки під номером 3046. Переробка старих автобусів Мерседес проводиться і сьогодні, однак це не означає, що PKT Gdynia утрималося від покупки нових тролейбусів. НА даний час в експлуатації перебувають 28 тролейбусів цього типу, всі працюють в Гдині та Сопоті на маршрутах 21 і 31.

## Модифікації

### O405NE
Це тролейбуси першого покоління. Характеризуються рівною та суцільною лінією вікон вздовж всього тролейбуса. На даний час в Гдині працює 16 тролейбусів цього типу. Мають такі номери: 3041, 3045, 3046, 3047, 3048, 3050, 3051, 3055, 3056, 3059, 3061, 3062, 3063, 3064, 3065, 3066.

### O405N2E
З 2007 року, почалося постачання тролейбусів II покоління. Вони є продовженням їхніх попередників. У них є новий, більш зручний для пасажирів інтер'єр, естетичніший зовнішній і внутрішній вигляд, і багато оновлень. Їх можна відрізнити по "ламаній" лінії вікон. PKT Gdynia на даний час має п'ять тролейбусів цього типу: 3013, 3015, 3016, 3019, 3057.

### O405N2I
З метою підвищення комфорту поїздки, було вирішено монтовка Мерседесівських імпульсних приводів, які використовують переривач. Технічні питання затримали вихід тролейбуса на вулиці міста на півроку, і тому PKT Gdynia відмовилося від подальших модифікацій цього типу приводу. Експлуатується тільки один тролейбус цього типу під номером 3052. Використовувався кузов від тролейбуса другого покоління.

### O405N3E
У 2008 році почалося постачання тролейбусів третього покоління. Вони відрізняються від тролейбусів другого покоління дизайном, оновленою панеллю управління і більш зручними сидіннями. Тролейбус третього покоління має старий опорно-двигуновий привід. Він отримав номер 3014.

### O405N2AC
Відповідно до рішення MZKZG всі новоперероблені Мерседеси повинні мати сучасний асинхронний привід. Тендер на поставку перших 5 приводів виграла Enika. Нинішні тролейбуси цього типу мають номери: 3017, 3018, 3020, 3058, 3060

## Цікавинки
- Тролейбус 3059 є єдиним представником серії O405NE, котрий має кліматичну кабінку водія.
- Деякі MB O405NE є оригінальними тролейбусами 2-дверними. Однак вимогою PKT Gdynia, всім 2-дверним зразкам був дороблений 3 вихід. Останні двері на цих транспортних засобах самостійно зроблені постачальником. Тролейбус з "доробленими" дверима легко розпізнати: центральні двері не посередині транспортного засобу, а зміщені трохи назад (тролейбуси: 3013, 3016, 3017, 3018, 3020, 3051, 3052, 3055, 3057, 3058, 3063).
- Тролейбус № 3052 відрізняється від інших не тільки приводом. Всі сидіння розташовані передом до напрямку руху, місця м'які, як на туристичній лінії, призначено 2 місця на більший багаж, місце для колясок та інвалідних візків виділено на правій стороні тролейбуса перед середніми дверима, що змусило застосування іншого напрямку відкриття дверей.